# Peromyscus eva
Peromyscus eva är en däggdjursart som beskrevs av Thomas 1898. Peromyscus eva ingår i släktet hjortråttor, och familjen hamsterartade gnagare. IUCN kategoriserar arten globalt som livskraftig. Inga underarter finns listade i Catalogue of Life.
Vuxna exemplar blir med svans 18,5 till 22 cm lång, svanslängden är 10 till 13 cm och vikten varierar mellan 13 och 20 g. Denna hjortråtta har 2,0 till 2,1 cm långa bakfötter och 1,5 till 1,7 cm långa öron. Håren som bildar ovansidans päls har gulaktiga, rödaktiga och bruna avsnitt men mörkbrun och svart saknas. Populationer i södra delar av utbredningsområdet har en rosa till sandfärgad undersida och hos nordliga populationer är undersida ljus ockra. Ungarna föds nakna och blinda. Den första pälsen är främst gråaktig.
Arten förekommer på halvön Baja California (Mexiko) och på mindre öar i samma region. Den vistas där i klippiga områden med flera buskar och suckulenter. Peromyscus eva är även vanlig på jordbruksmark. Fortplantningen sker antagligen under våren och sommaren. Per kull föds upp till tre ungar.
Denna hjortråtta gräver underjordiska bon som kan ligga i jordrester mellan klippor. Individerna är nattaktiva. De har nästan uteslutande växtdelar som föda, till exempel frön och frukter. Exemplar i norra delen av utbredningsområdet är större än individer i sydliga delar. Peromyscus eva hittas i låglandet och i bergstrakter upp till 1650 meter över havet.